# Paz Lenchantin
Paz Lenchantín (ur. 12 grudnia 1973 w Mar del Plata w Argentynie) – amerykańska basistka i multiinstrumentalistka (sekcja smyczkowa, fortepian) pochodzenia argentyńskiego.

## Życiorys
Wychowana w Los Angeles w rodzinie zawodowych pianistów zaczęła grać na fortepianie w wieku 5 lat, na skrzypcach w wieku 8 lat, a na gitarze w wieku 12 lat. Gry na gitarze basowej nauczył ją basista Jane’s Addiction, Eric Avery.
Członkini pierwszego składu A Perfect Circle opuściła zespół po nagraniu w 2000 pierwszego albumu Mer de Noms (który, oprócz gry na gitarze basowej, wspierała również wokalnie a także grała na smyczkach), by przystapić do nieistniejącego już projektu Billy’ego Corgana (Smashing Pumpkins), Zwan.
W 2004 wspomogła A Perfect Circle grą na fortepianie i smyczkach na albumie eMOTIVe, remiksowała też utwór 'Hollow' na wydanym w tym samym roku DVD aMOTION.
Wydała jeden album solowy Yellow mY skYcaptain, obecnie od kilku lat pracuje nad następnym.
Wspomaga również gościnnymi występami (głównie sekcją smyczkową, grą na fortepianie i gitarze basowej oraz wokalnie) takich artystów jak m.in. Queens of the Stone Age czy Melissa Auf der Maur. Często w ramach takich gościnnych współpracy gra z nią siostra, Ana Lenchantin.
Obecnie gra w RTX oraz (wraz z siostrą) w założonym przez Davida Pajo (gitarzysty i kompozytora współpracującego z wieloma artystami, m.in. ze Zwan czy szkocką post-rockową grupą Mogwai) indie-folkowym projekcie Papa M.
W grudniu 2013 zespół Pixies ogłosił Paz swoją basistką na trasę koncertową po Ameryce Północnej i Południowej oraz Europie w roku 2014 (zastępując oryginalną basistkę Kim Deal oraz basistkę z trasy koncertowej w roku 2013 Kim Shattuck).

## Filmografia
- „Kiss My Grits: The Herstory of Women in Punk and Hard Rock” (2001, film dokumentalny, reżyseria: Jacqueline Lesko, Bethany Ward-Lawe)[5]